# Letuš
Letúš je gručasto naselje med Spodnjo in Zgornjo Savinjsko dolino. Skozenj teče reka Savinja, zaradi česar ga zaznamuje tudi kamnit most čez reko. Z 853 prebivalci je največje naselje v občini Braslovče. V Letušu je tudi podružnična osnovna šolo in zelo aktivno Kulturno društvo Letuš. V Letušu na desnem bregu Savinje se pričenja planinska pot na Dobrovlje.

## Zgodovina kraja
Letuš se v pisnih virih prvič omenja leta 1340, posredno pa že leta 1247, ko je izpričan vitez Wulfing iz Letuša ("Wulfing von Leuts"), ki je bil minestral Oglejskih patriarhov in kastelan (upravnik) na gradu Vrbovec v Nazarjah ter upravnik »Mozirske province«, katere lastniki so bili oglejski patriarhi. Vitezi Letuški so imeli grad Letuš imenovan tudi »Trebinjski grad« ali »Trebinjšček« v Podgorju pri Letušu, nad desnim bregom Savinje. Srednjeveški Letuški stolpast grad je stal v Podgorju pri Letušu, v gozdu z ledinskim imenom Trebinje, kjer so ugotovljeni sledovi gradišča z obrambnim jarkom. Grad je očitno razpadel že v srednjem veku, poleg zunanjega in notranjega jarka pa je v danes popolnih razvalinah zidovja še mogoče razpoznati obris stolpa.

## Znamenitosti
V naselju je cerkev sv. Janeza Krstnika, ki je kot taka prvič izkazana v vizitacijskem poročilu iz leta 1545. Cerkev je zgrajena na griču, zahodno od Letuša, na desnem bregu reke Savinje. Za krajevni kulturni in zgodovinski spomenik je bila razglašena leta 1999. Cerkev je iz 16. stoletja je bila v 18. in 19. stoletju predelana in preobokana. Cerkev sestavljata ladja z bočnima kapelama in prezbiterij z zakristijo in zvonikom. Notranja cerkvena oprema je baročna in je iz 19. stoletja. V cerkvi so na stranskem oltarju posvečenem sv. Luciji ob straneh dve sliki, katerih avtor je neznan. Emilijan Cevc sodi, da je njun avtor - slovenski slikar Peter Steidler iz Gornjega Grada, oče braslovškega župnika Karla Andreja Steidlerja (1657 - 1679), ki je poslikal tudi dva oltarja v cerkvi sv. Štefana na Gomilskem.
Letuš je poznan tudi kot kraj, kjer se je maja 1945 jugoslovanskim partizanom predal nemški general Alexander Löhr, skupaj z ostanki svojih vojaških enot, kar je predstavljalo konec druge svetovne vojne na območju takratne Jugoslavije.

## Znani krajani
- Žak Mogel - smučarski skakalec